# Sthenias gahani
Sthenias gahani es una especie de escarabajo longicornio del género Sthenias, tribu Pteropliini, subfamilia Lamiinae. Fue descrita científicamente por Pic en 1912.

## Descripción
Mide 14-17 milímetros de longitud.

## Distribución
Se distribuye por China.